# Horn (Amburgo)
Horn è un quartiere di Amburgo, appartenente al distretto di Hamburg-Mitte.